# Retjons (Midouze)
Der Retjons ist ein Fluss in Frankreich, der im Département Landes in der Region Nouvelle-Aquitaine verläuft. Er entspringt unter dem Namen Ruisseau d’Estuchat beim gleichnamigen Weiler Estuchat im Gemeindegebiet von Rion-des-Landes, entwässert zunächst in östlicher Richtung durch das Waldgebiet Forêt des Landes, dreht dann auf Südost und Süd und mündet nach rund 31 Kilometern an der Gemeindegrenze von Tartas und Bégaar als rechter Nebenfluss in die Midouze.

## Orte am Fluss
(Reihenfolge in Fließrichtung)
- Rion-des-Landes
- Tartas